# Dante Mircoli
Dante Mircoli (Róma, 1947. március 12. – Avellaneda, 2024. december 4.) olasz-argentin labdarúgó, középpályás.

## Pályafutása

### Játékosként
1965 és 1973 között az Independiente labdarúgója volt, ahol két argentin bajnoki címet és egy Copa Libertadores győzelmet ért el. 1970-ben a Platense, 1973-ban az Estudiantes csapatában szerepelt kölcsönben. 1973 és 1976 között Olaszországban játszott. 1973 és 1976 között a Sampdoria játékosa volt. 1975-ben a Catania, 1975–76-ban a Lecco csapatánál volt kölcsönben. 1976-ban a Racing Club, 1977-ben az Atlético Bucaramanga labdarúgója volt.

### Edzőként
A Buenos Aires-i Estudiantes, a Douglas Haig, a San Telmo és a Río Cuarto-i Estudiantes csapatainál dolgozott vezetőedzőként.

## Sikerei, díjai
Independiente
- Argentin bajnokság
  - bajnok (2): 1967 Nacional, 1971 Metropolitano
- Copa Libertadores
  - győztes: 1972